# دارسی ویلسون
دارسی ویلسون (به انگلیسی: Darcey Wilson) (زاده ۵ فوریهٔ ۲۰۰۱) بازیگر استرالیایی است.
از کارهای معروف او می‌توان به بازی در فیلم‌های خیاط و سافاری در حال چرخش اشاره کرد.